# Tom O’Halloran (Kletterer)
Tom O’Halloran (* 22. Juli 1992 in Brisbane) ist ein australischer Sportkletterer.

## Kindheit und Ausbildung
O’Halloran begann das Klettern mit 12 Jahren. Nachdem er die High School abgeschlossen hatte, beendete er 2010 vorerst das Wettkampfklettern.

## Karriere
O’Halloran klettert in erster Linie daußen am Fels. Im Jahr 2016 durchstieg er die Routen Baker's Dozen und Kitten Mittens, beide 9a. Damit schaffte er es als erster australischer Kletterer, eine Route dieses Schwierigkeitsgrades zu begehen. 2017 kletterte er das Boulderproblem Wheel Of Life (8C/V15).
Er nahm an zwei Staffeln der Australian Ninja Warrior teil. Im Jahr 2017 begann er wieder damit, Wettbewerbe auf nationaler Ebene zu bestreiten. In 2019 nahm er an einzelnen Kletterweltcups teil. Bei den Ozeanien-Meisterschaften 2020 konnte er die Kombination gewinnen und qualifizierte sich so für die Olympischen Spiele 2020 in Tokio. Dort erreichte er in der Qualifikation den 20. Platz und verpasste so die Qualifikation für das Finale.
Er ist Mitglied von Sport Climbing Australia.

## Privates
Er ist verheiratet und hat ein Kind.